# Paul Lederhausen
Paul Lederhausen, född 6 september 1936 i Stockholm, död 30 april 2024 i Boo distrikt, Nacka, Stockholms län, var en svensk entreprenör och företagsledare.
Lederhausen var entreprenör i livsmedels- och restaurangbranscherna. 1961 bildades Paul Lederhausen AB i samband med att agenturen för den amerikanska butiksgrillen Barbeque King erhölls. Grillkungen, som företaget blev mer känt som, spreds sedan genom åren till hela den skandinaviska marknaden samt Finland. Lederhausen AB såldes 1979 till Stora Kopparbergs Bergslags AB och huvuddelen av kapitalet användes sedan till den fortsatta expansionen av McDonald’s i Sverige.
1973 grundade Lederhausen svenska McDonald’s (Svenska Kvick-Food Restaurant AB). Lederhausen hade kommit i kontakt med McDonald’s under en av sina resor i USA i samband med sina affärer med kycklinggrillar. Det inledande kontraktet med McDonald’s i USA innebar att öppna fyra restauranger i Sverige på 36 månader. Den första restaurangen öppnades den 27 oktober 1973 på Kungsgatan i Stockholm. Därefter följde ytterligare tre restauranger i Stockholm, på Sveavägen, Götgatan och Sankt Eriksgatan.
Paul Lederhausen var verkställande direktör (VD) för McDonald’s i Sverige fram till 1993, då han efterträddes av sin son Mats Lederhausen.
2009 sålde Lederhausen den sista delen av sitt innehav i den svenska delen av McDonald’s.